# Letalnica
Il Letalnica (nome ufficiale, in sloveno: Letalnica bratov Gorišek, "trampolino per il volo con gli sci Fratelli Gorišek") è un trampolino situato a Planica, in Slovenia. È uno dei quattro trampolini per il volo con gli sci in funzione nel mondo.

## Storia
Inaugurato nel 1969, l'impianto ha ospitato le gare dei Campionati mondiali di volo con gli sci nel 1972, nel 1979, nel 1985, nel 1994, nel 2004 e nel 2010, oltre a numerose tappe della Coppa del Mondo di salto con gli sci.

## Caratteristiche
Il trampolino per il volo HS 240 ha il punto K a 200 m e il primato di distanza appartiene allo sloveno Domen Prevc (254,5 m nel 2025).

## Concorsi
| Anno                                                                                        | Data                           | Taglia                         | Primo                                                                       | Seconda                                                                     | Terzo                                                                       | Visitatrici      |
| ------------------------------------------------------------------------------------------- | ------------------------------ | ------------------------------ | --------------------------------------------------------------------------- | --------------------------------------------------------------------------- | --------------------------------------------------------------------------- | ---------------- |
| ↓ K.O.P. Settimana internazionale del volo con gli sci ↓                                    |                                |                                |                                                                             |                                                                             |                                                                             |                  |
| 1969                                                                                        | 21–23 marzo                    | K153                           | Jiří Raška                                                                  | Bjørn Wirkola                                                               | Manfred Wolf                                                                | 95,000           |
| ↓ Campionati mondiali di volo con gli sci 1972 ↓                                            |                                |                                |                                                                             |                                                                             |                                                                             |                  |
| 1972                                                                                        | 25 marzo                       | K165                           | Walter Steiner                                                              | Heinz Wosipiwo                                                              | Jiří Raška                                                                  | 110,000          |
| ↓ K.O.P. Settimana internazionale del volo con gli sci ↓                                    |                                |                                |                                                                             |                                                                             |                                                                             |                  |
| 1974                                                                                        | 15–17 marzo                    | K165                           | Walter Steiner                                                              | Esko Rautionaho                                                             | Dag Fossum                                                                  | 115,000          |
| 1977                                                                                        | 18–20 marzo                    | K165                           | Reinhold Bachler                                                            | Thomas Meisinger                                                            | Ladislav Jirásko                                                            | 50,000           |
| ↓ Campionati mondiali di volo con gli sci 1979 ↓                                            |                                |                                |                                                                             |                                                                             |                                                                             |                  |
| 1979                                                                                        | 17–18 marzo                    | K165                           | Armin Kogler                                                                | Axel Zitzmann                                                               | Piotr Fijas                                                                 | 115,000          |
| ↓ Campionati mondiali di volo con gli sci 1985 ↓                                            |                                |                                |                                                                             |                                                                             |                                                                             |                  |
| 1985                                                                                        | 16–17 marzo                    | K185                           | Matti Nykänen                                                               | Jens Weißflog                                                               | Pavel Ploc                                                                  | 150,000          |
| ↓ FIS Coppa del Mondo di salto con gli sci ↓                                                |                                |                                |                                                                             |                                                                             |                                                                             |                  |
| 1987                                                                                        | 14 marzo                       | K185                           | Andreas Felder                                                              | Ole Gunnar Fidjestøl                                                        | Thomas Klauser                                                              | 100,000          |
| 1987                                                                                        | 15 marzo                       | K185                           | Ole Gunnar Fidjestøl                                                        | Matjaž Zupan                                                                | Piotr Fijas                                                                 | 100,000          |
| 1991                                                                                        | 23 marzo                       | K185                           | Staffan Tällberg                                                            | Stephan Zünd                                                                | André Kiesewetter                                                           | 80,000           |
| 1991                                                                                        | 24 marzo                       | K185                           | Ralph Gebstedt                                                              | Stefan Horngacher                                                           | Dieter Thoma                                                                | 80,000           |
| ↓ Campionati mondiali di volo con gli sci 1994 = FIS Coppa del Mondo di salto con gli sci ↓ |                                |                                |                                                                             |                                                                             |                                                                             |                  |
| 1994                                                                                        | 19 marzo                       | K185                           | Vento forte; 1 ° giorno di Campionati del Mondo e evento di Coppa del Mondo | Vento forte; 1 ° giorno di Campionati del Mondo e evento di Coppa del Mondo | Vento forte; 1 ° giorno di Campionati del Mondo e evento di Coppa del Mondo | 90,000           |
| 1994                                                                                        | 20 marzo                       | K185                           | Jaroslav Sakala                                                             | Espen Bredesen                                                              | Roberto Cecon                                                               | 90,000           |
| 1994                                                                                        | il risultato finale (20 marzo) | il risultato finale (20 marzo) | Jaroslav Sakala                                                             | Espen Bredesen                                                              | Roberto Cecon                                                               | 90,000           |
| ↓ FIS Coppa del Mondo di salto con gli sci ↓                                                |                                |                                |                                                                             |                                                                             |                                                                             |                  |
| 1997                                                                                        | 22 marzo                       | K185                           | Takanobu Okabe                                                              | Kazuyoshi Funaki                                                            | Jani Soininen                                                               | 130,000          |
| 1997                                                                                        | 23 marzo                       | K185                           | Akira Higashi                                                               | Primož Peterka                                                              | Lasse Ottesen                                                               | 130,000          |
| 1999                                                                                        | 19 marzo                       | K185                           | Martin Schmitt                                                              | Kazuyoshi Funaki                                                            | Christof Duffner                                                            | 100,000          |
| 1999                                                                                        | 20 marzo                       | K185                           | Hideharu Miyahira                                                           | Martin Schmitt                                                              | Noriaki Kasai                                                               | 100,000          |
| 1999                                                                                        | 21 marzo                       | K185                           | Noriaki Kasai                                                               | Hideharu Miyahira                                                           | Martin Schmitt                                                              | 100,000          |
| 2000                                                                                        | 18 marzo                       | K185                           | Germania                                                                    | Finlandia                                                                   | Giappone                                                                    | N/A              |
| 2000                                                                                        | 19 marzo                       | K185                           | Sven Hannawald                                                              | Janne Ahonen                                                                | Andreas Goldberger                                                          | N/A              |
| 2001                                                                                        | 17 marzo                       | K185                           | Finlandia                                                                   | Austria                                                                     | Giappone                                                                    | 60,000           |
| 2001                                                                                        | 18 marzo                       | K185                           | Martin Schmitt                                                              | Risto Jussilainen                                                           | Tommy Ingebrigtsen                                                          | 60,000           |
| 2002                                                                                        | 23 marzo                       | K185                           | Finlandia                                                                   | Germania                                                                    | Austria                                                                     | 90,000           |
| 2002                                                                                        | 24 marzo                       | K185                           | vento forte; evento individuale                                             | vento forte; evento individuale                                             | vento forte; evento individuale                                             | 90,000           |
| 2003                                                                                        | 21 marzo                       | K185                           | Finlandia                                                                   | Norvegia                                                                    | Austria                                                                     | 120,000          |
| 2003                                                                                        | 22 marzo                       | K185                           | Matti Hautamäki                                                             | Adam Małysz                                                                 | Martin Höllwarth                                                            | 120,000          |
| 2003                                                                                        | 23 marzo                       | K185                           | Matti Hautamäki                                                             | Sven Hannawald                                                              | Hideharu Miyahira                                                           | 120,000          |
| ↓ Campionati mondiali di volo con gli sci 2004 ↓                                            |                                |                                |                                                                             |                                                                             |                                                                             |                  |
| 2004                                                                                        | 20–21 febbraio                 | K185                           | Roar Ljøkelsøy                                                              | Janne Ahonen                                                                | Tami Kiuru                                                                  | 65,000           |
| 2004                                                                                        | 22 febbraio                    | K185                           | Norvegia                                                                    | Finland                                                                     | Austria                                                                     | 65,000           |
| ↓ FIS Coppa del Mondo di salto con gli sci ↓                                                |                                |                                |                                                                             |                                                                             |                                                                             |                  |
| 2005                                                                                        | 19 marzo                       | HS215                          | Matti Hautamäki                                                             | Andreas Widhölzl                                                            | Bjørn Einar Romøren                                                         | 70,000           |
| 2005                                                                                        | 20 marzo                       | HS215                          | Bjørn Einar Romøren                                                         | Roar Ljøkelsøy                                                              | Andreas Widhölzl                                                            | 70,000           |
| 2006                                                                                        | 18 marzo                       | HS215                          | Bjørn Einar Romøren                                                         | Roar Ljøkelsøy                                                              | Martin Koch                                                                 | 56,000           |
| 2006                                                                                        | 19 marzo                       | HS215                          | Janne Happonen                                                              | Martin Koch                                                                 | Robert Kranjec                                                              | 56,000           |
| 2007                                                                                        | 23 marzo                       | HS215                          | Adam Małysz                                                                 | Simon Ammann                                                                | Jernej Damjan                                                               | 50,000           |
| 2007                                                                                        | 24 marzo                       | HS215                          | Adam Małysz                                                                 | Anders Jacobsen                                                             | Martin Koch                                                                 | 50,000           |
| 2007                                                                                        | 25 marzo                       | HS215                          | Adam Małysz                                                                 | Simon Ammann                                                                | Martin Koch                                                                 | 50,000           |
| 2008                                                                                        | 14 marzo                       | HS215                          | Gregor Schlierenzauer                                                       | Janne Ahonen                                                                | Bjørn Einar Romøren                                                         | 57,000           |
| 2008                                                                                        | 15 marzo                       | HS215                          | Norvegia                                                                    | Finlandia                                                                   | Austria                                                                     | 57,000           |
| 2008                                                                                        | 16 marzo                       | HS215                          | Gregor Schlierenzauer                                                       | Martin Koch                                                                 | Janne Happonen                                                              | 57,000           |
| 2009                                                                                        | 20 marzo                       | HS215                          | Gregor Schlierenzauer                                                       | Adam Małysz                                                                 | Dimitry Vassiliev                                                           | 65,000           |
| 2009                                                                                        | 21 marzo                       | HS215                          | Norvegia                                                                    | Polonia                                                                     | Russia                                                                      | 65,000           |
| 2009                                                                                        | 22 marzo                       | HS215                          | Harri Olli                                                                  | Adam Małysz                                                                 | Simon Ammann Robert Kranjec                                                 | 65,000           |
| ↓ Campionati mondiali di volo con gli sci 2010 ↓                                            |                                |                                |                                                                             |                                                                             |                                                                             |                  |
| 2010                                                                                        | 19–20 marzo                    | HS215                          | Simon Ammann                                                                | Gregor Schlierenzauer                                                       | Anders Jacobsen                                                             | 82,000           |
| 2010                                                                                        | 21 marzo                       | HS215                          | Austria                                                                     | Norvegia                                                                    | Finlandia                                                                   | 82,000           |
| ↓ FIS Coppa del Mondo di salto con gli sci ↓                                                |                                |                                |                                                                             |                                                                             |                                                                             |                  |
| 2011                                                                                        | 18 marzo                       | HS215                          | Gregor Schlierenzauer                                                       | Thomas Morgenstern                                                          | Martin Koch                                                                 | 43,500           |
| 2011                                                                                        | 19 marzo                       | HS215                          | Austria                                                                     | Norvegia                                                                    | Slovenia                                                                    | 43,500           |
| 2011                                                                                        | 20 marzo                       | HS215                          | Kamil Stoch                                                                 | Robert Kranjec                                                              | Adam Małysz                                                                 | 43,500           |
| 2012                                                                                        | 16 marzo                       | HS215                          | Robert Kranjec                                                              | Simon Ammann                                                                | Martin Koch                                                                 | 60,000           |
| 2012                                                                                        | 17 marzo                       | HS215                          | Austria                                                                     | Norvegia                                                                    | Germania                                                                    | 60,000           |
| 2012                                                                                        | 18 marzo                       | HS215                          | Martin Koch                                                                 | Simon Ammann                                                                | Robert Kranjec                                                              | 60,000           |
| 2013                                                                                        | 22. marec                      | HS215                          | Gregor Schlierenzauer                                                       | Peter Prevc                                                                 | Piotr Żyła                                                                  | 55,000           |
| 2013                                                                                        | 23 marzo                       | HS215                          | Slovenia                                                                    | Norvegia                                                                    | Austria                                                                     | 55,000           |
| 2013                                                                                        | 24 marzo                       | HS215                          | Jurij Tepeš                                                                 | Rune Velta                                                                  | Peter Prevc                                                                 | 55,000           |
| 2015                                                                                        | 20 marzo                       | HS225                          | Peter Prevc                                                                 | Jurij Tepeš                                                                 | Stefan Kraft                                                                | 67,000           |
| 2015                                                                                        | 21 marzo                       | HS225                          | Slovenia                                                                    | Austria                                                                     | Norvegia                                                                    | 67,000           |
| 2015                                                                                        | 22 marzo                       | HS225                          | Jurij Tepeš                                                                 | Peter Prevc                                                                 | Rune Velta                                                                  | 67,000           |
| 2016                                                                                        | 17 marzo                       | HS225                          | Peter Prevc                                                                 | Johann André Forfang                                                        | Robert Kranjec                                                              | 111,000          |
| 2016                                                                                        | 18 marzo                       | HS225                          | Robert Kranjec                                                              | Peter Prevc                                                                 | Johann André Forfang                                                        | 111,000          |
| 2016                                                                                        | 19 marzo                       | HS225                          | Norvegia                                                                    | Slovenia                                                                    | Austria                                                                     | 111,000          |
| 2016                                                                                        | 20 marzo                       | HS225                          | Peter Prevc                                                                 | Robert Kranjec                                                              | Johann André Forfang                                                        | 111,000          |
| 2017                                                                                        | 24 marzo                       | HS225                          | Stefan Kraft                                                                | Andreas Wellinger                                                           | Markus Eisenbichler                                                         | 75,000           |
| 2017                                                                                        | 25 marzo                       | HS225                          | Norvegia                                                                    | Germania                                                                    | Polonia                                                                     | 75,000           |
| 2017                                                                                        | 26 marzo                       | HS225                          | Stefan Kraft                                                                | Andreas Wellinger                                                           | Noriaki Kasai                                                               | 75,000           |
| 2018                                                                                        | 23 marzo                       | HS240                          | Kamil Stoch                                                                 | Johann André Forfang                                                        | Stefan Kraft                                                                | 58,400           |
| 2018                                                                                        | 24 marzo                       | HS240                          | Norvegia                                                                    | Germania                                                                    | Slovenia                                                                    | 58,400           |
| 2018                                                                                        | 25 marzo                       | HS240                          | Kamil Stoch                                                                 | Stefan Kraft                                                                | Daniel-André Tande                                                          | 58,400           |
| 2019                                                                                        | 22. marec                      | HS240                          | Markus Eisenbichler                                                         | Ryōyū Kobayashi                                                             | Piotr Żyła                                                                  | 63,400           |
| 2019                                                                                        | 23 marzo                       | HS240                          | Polonia                                                                     | Germania                                                                    | Slovenia                                                                    | 63,400           |
| 2019                                                                                        | 24 marzo                       | HS240                          | Ryōyū Kobayashi                                                             | Domen Prevc                                                                 | Markus Eisenbichler                                                         | 63,400           |
| ↓ Campionati mondiali di volo con gli sci 2020 ↓                                            |                                |                                |                                                                             |                                                                             |                                                                             |                  |
| 2020                                                                                        | 20–21 marzo                    | HS240                          | Pandemia COVID; riprogrammata dall'11 al 13 dicembre                        | Pandemia COVID; riprogrammata dall'11 al 13 dicembre                        | Pandemia COVID; riprogrammata dall'11 al 13 dicembre                        | annullato        |
| 2020                                                                                        | 22 marzo                       | HS240                          | Pandemia COVID; riprogrammata dall'11 al 13 dicembre                        | Pandemia COVID; riprogrammata dall'11 al 13 dicembre                        | Pandemia COVID; riprogrammata dall'11 al 13 dicembre                        | annullato        |
| 2020                                                                                        | 11–12 dicembre                 | HS240                          | Karl Geiger                                                                 | Halvor Egner Granerud                                                       | Markus Eisenbichler                                                         | senza spettatori |
| 2020                                                                                        | 13 dicembre                    | HS240                          | Norvegia                                                                    | Germania                                                                    | Polonia                                                                     | senza spettatori |
| ↓ FIS Coppa del Mondo di salto con gli sci ↓                                                |                                |                                |                                                                             |                                                                             |                                                                             |                  |
| 2021                                                                                        | 25 marzo                       | HS240                          | Ryōyū Kobayashi                                                             | Markus Eisenbichler                                                         | Karl Geiger                                                                 | senza spettatori |
| 2021                                                                                        | 26 marzo                       | HS240                          | Karl Geiger                                                                 | Ryōyū Kobayashi                                                             | Bor Pavlovčič                                                               | senza spettatori |
| 2021                                                                                        | 27 marzo                       | HS240                          | vento forte; annullato a metà del primo turno, riprogrammata il 28 marzo    | vento forte; annullato a metà del primo turno, riprogrammata il 28 marzo    | vento forte; annullato a metà del primo turno, riprogrammata il 28 marzo    | senza spettatori |
| 2021                                                                                        | 28 marzo                       | HS240                          | Germania                                                                    | Giappone                                                                    | Austria                                                                     | senza spettatori |
| 2021                                                                                        | 28 marzo                       | HS240                          | Karl Geiger                                                                 | Ryōyū Kobayashi                                                             | Markus Eisenbichler                                                         | senza spettatori |
| 2022                                                                                        | 25. marec                      | HS240                          | Žiga Jelar                                                                  | Peter Prevc                                                                 | Anže Lanišek                                                                | 60,000           |
| 2022                                                                                        | 26 marzo                       | HS240                          | Slovenia                                                                    | Norvegia                                                                    | Austria                                                                     | 60,000           |
| 2022                                                                                        | 27 marzo                       | HS240                          | Marius Lindvik                                                              | Yukiya Satō                                                                 | Peter Prevc                                                                 | 60,000           |
| 2023                                                                                        | 31 marzo                       | HS240                          | partita singolare rinviata al giorno successivo per vento                   | partita singolare rinviata al giorno successivo per vento                   | partita singolare rinviata al giorno successivo per vento                   | 56,000           |
| 2023                                                                                        | 1 aprile                       | HS240                          | Stefan Kraft                                                                | Anže Lanišek                                                                | Piotr Żyła                                                                  | 56,000           |
| 2023                                                                                        | 1 aprile                       | HS240                          | Austria                                                                     | Slovenia                                                                    | Norvegia                                                                    | 56,000           |
| 2023                                                                                        | 2 aprile                       | HS240                          | Timi Zajc                                                                   | Anže Lanišek                                                                | Stefan Kraft                                                                | 56,000           |
| 2024                                                                                        | 22 marzo                       | HS240                          | Peter Prevc                                                                 | Daniel Huber                                                                | Johann André Forfang                                                        | 69,986           |
| 2024                                                                                        | 23 marzo                       | HS240                          | Austria                                                                     | Slovenia                                                                    | Norvegia                                                                    | 69,986           |
| 2024                                                                                        | 24 marzo                       | HS240                          | Daniel Huber                                                                | Domen Prevc                                                                 | Aleksander Zniszczoł                                                        | 69,986           |
| 2025                                                                                        | 28 marzo                       | HS240                          | Domen Prevc                                                                 | Anže Lanišek                                                                | Ryōyū Kobayashi                                                             | 65,000           |
| 2025                                                                                        | 29 marzo                       | HS240                          | Austria                                                                     | Germania                                                                    | Slovenia                                                                    | 65,000           |
| 2025                                                                                        | 30 marzo                       | HS240                          | Anže Lanišek                                                                | Domen Prevc                                                                 | Andreas Wellinger                                                           | 65,000           |

## Record di collina
| Data          |                    | Lunghezza      |
| ------------- | ------------------ | -------------- |
| 6 marzo 1969  | Miro Oman (prima)  | (test) 135.0 m |
| 21 marzo 1969 | Jürgen Dommerich   | 137.0 m        |
| 21 marzo 1969 | Lars Grini         | 146.0 m        |
| 21 marzo 1969 | Jiří Raška         | 148.0 m        |
| 21 marzo 1969 | Horst Queck        | 149.0 m        |
| 21 marzo 1969 | Josef Matouš       | 151.0 m        |
| 21 marzo 1969 | Bjørn Wirkola      | 156.0 m        |
| 21 marzo 1969 | Jiří Raška         | 156.0 m        |
| 22 marzo 1969 | Bjørn Wirkola      | 160.0 m        |
| 22 marzo 1969 | Jiří Raška         | 164.0 m        |
| 23 marzo 1969 | Manfred Wolf       | 165.0 m        |
| 15 marzo 1974 | Walter Steiner     | 169.0 m        |
| 15 marzo 1974 | Walter Steiner     | 177.0 m        |
| 18 marzo 1977 | Reinhold Bachler   | 169.0 m        |
| 19 marzo 1977 | Reinhold Bachler   | 172.0 m        |
| 20 marzo 1977 | Bogdan Norčič      | 181.0 m        |
| 17 marzo 1979 | Axel Zitzmann      | 179.0 m        |
| 18 marzo 1979 | Klaus Ostwald      | 175.0 m        |
| 18 marzo 1979 | Klaus Ostwald      | 176.0 m        |
| 15 marzo 1985 | Mike Holland       | 186.0 m        |
| 15 marzo 1985 | Matti Nykänen      | 187.0 m        |
| 15 marzo 1985 | Matti Nykänen      | 191.0 m        |
| 13 marzo 1987 | Andreas Felder     | 192.0 m        |
| 14 marzo 1987 | Piotr Fijas        | 194.0 m        |
| 23 marzo 1991 | André Kiesewetter  | 196.0 m        |
| 17 marzo 1994 | Martin Höllwarth   | 196.0 m        |
| 17 marzo 1994 | Andreas Goldberger | 202.0 m        |
| 17 marzo 1994 | Toni Nieminen      | 203.0 m        |
| 18 marzo 1994 | Christof Duffner   | 207.0 m        |
| 18 marzo 1994 | Espen Bredesen     | 209.0 m        |

| Datum         |                       | Dolžina |
| ------------- | --------------------- | ------- |
| 22 marzo 1997 | Espen Bredesen        | 210.0 m |
| 22 marzo 1997 | Lasse Ottesen         | 212.0 m |
| 22 marzo 1997 | Dieter Thoma          | 213.0 m |
| 19 marzo 1999 | Martin Schmitt        | 219.0 m |
| 19 marzo 1999 | Martin Schmitt        | 214.5 m |
| 20 marzo 1999 | Tommy Ingebrigtsen    | 219.5 m |
| 16 marzo 2000 | Thomas Hörl           | 224.5 m |
| 18 marzo 2000 | Andreas Goldberger    | 225.0 m |
| 20 marzo 2003 | Adam Małysz           | 225.0 m |
| 20 marzo 2003 | Matti Hautamäki       | 227.5 m |
| 21 marzo 2003 | Veli-Matti Lindström  | 232.5 m |
| 22 marzo 2003 | Matti Hautamäki       | 228.5 m |
| 23 marzo 2003 | Matti Hautamäki       | 231.0 m |
| 17 marzo 2005 | Andreas Widhölzl      | 234.5 m |
| 20 marzo 2005 | Tommy Ingebrigtsen    | 231.0 m |
| 20 marzo 2005 | Bjørn Einar Romøren   | 234.5 m |
| 20 marzo 2005 | Matti Hautamäki       | 235.5 m |
| 20 marzo 2005 | Bjørn Einar Romøren   | 239.0 m |
| 20 marzo 2005 | Janne Ahonen          | 240.0 m |
| 20 marzo 2015 | Michael Hayböck       | 241.5 m |
| 20 marzo 2015 | Michael Hayböck       | 242.0 m |
| 20 marzo 2015 | Peter Prevc           | 248.5 m |
| 16 marzo 2016 | Tilen Bartol          | 252.0 m |
| 25 marzo 2017 | Robert Johansson      | 250.0 m |
| 25 marzo 2017 | Stefan Kraft          | 251.0 m |
| 25 marzo 2017 | Kamil Stoch           | 251.5 m |
| 22 marzo 2018 | Gregor Schlierenzauer | 253.5 m |
| 24 marzo 2019 | Ryōyū Kobayashi       | 252.0 m |
| 30 marzo 2025 | Domen Prevc           | 254.5 m |

     Cadere o toccare alla distanza del record mondiale. Non valido.
     Cadere o toccare a distanza record in salita. Non valido.